# Baie de Mahajamba
La baie de Mahajamba est une baie de la côte nord-ouest de Madagascar, partie du canal du Mozambique. Elle se trouve dans la région de Sofia.
Ses affluents sont les fleuves Mahajamba et Sofia.

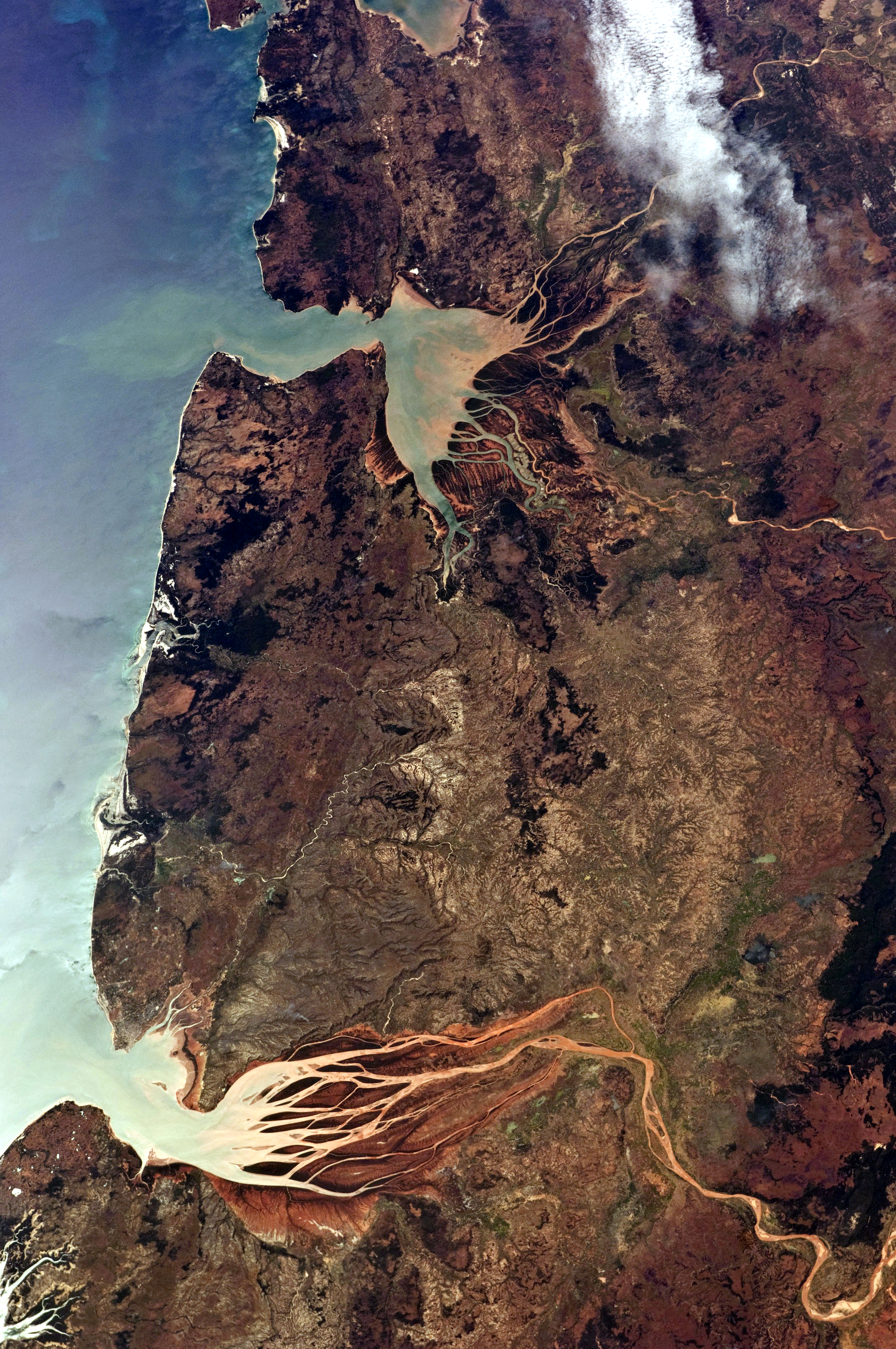
Image satellite de la baie de Mahajamba (à droite) et de la baie de Bombetoka (à gauche).